# Josef Šprincak
Josef Šprincak (hebrejsky: יוסף שפרינצק, žil 8. prosince 1885 – 28. ledna 1959) byl vůdčí sionistický aktivista první poloviny 20. století, izraelský politik a první předseda Knesetu. Tuto funkci zastával od roku 1949 až do své smrti v roce 1959.

## Biografie
Šprincak se narodil v Moskvě v carském Rusku (dnešní Rusko), avšak po vyhnání Židů v roce 1891 se v šesti letech společně se svou rodinou přestěhoval do Kišiněva (dnešní Moldavsko), kde byl zakladatelem hnutí Ce'irej Cijon („Mladí Sijónu“). V roce 1908 začal studovat medicínu na Americké univerzitě v Bejrútu a o dva roky později se jako příslušník druhé aliji usadil v Palestině.
Společně s Eli'ezerem Kaplanem řídil sionistické socialistické hnutí ha-Po'el ha-ca'ir („Mladý dělník“) vzniklé v roce 1905, jež bylo jednou z organizací, které daly v roce 1930 vzniknout straně Mapaj. Členové ha-Poel ha-Cair byli probritští a podporovali Chajima Weizmanna. Šprincak byl v roce 1920 jedním ze zakladatelů odborových svazů Histadrut a v letech 1945 až 1949 působil jako jeho generální tajemník.
Dne 15. července 1948 byl zvolen předsedou prozatímního parlamentu a z této funkce pomáhal položit základy izraelskému parlamentarismu. Ve volbách v roce 1949 byl zvolen poslancem za stranu Mapaj a stal se předsedou nově vzniklého zákonodárného orgánu – Knesetu. Tuto funkci si udržel i po následujících volbách v roce 1951 a 1955.
V rámci svého úřadu se stal Šprincak 12. prosince 1951 zastupujícím izraelským prezidentem poté, co prezident Chajim Weizmann onemocněl a po Weizmannově smrti 9. listopadu 1952 se stal prozatímním prezidentem, a to až do inaugurace Jicchaka Ben Cvi 10. prosince téhož roku.
Šprincakův syn Ja'ir Šprincak se ke konci 80. let stal rovněž poslancem Knesetu. Na rozdíl od svého otce se však svým politickým názorem řadil k tvrdé pravici v podobě strany Moledet.